# شنل (فیلم ۱۳۹۵)
شَنِل فیلمی به کارگردانی حسین کندری، نویسندگی حمیدرضا بابابیگی و تهیه‌کنندگی علیرضا شجاع نوری محصول سال ۱۳۹۵ است.
این فیلم در تاریخ ۲۶ مهر ۱۳۹۶ در سینماهای ایران اکران شده است.

## خلاصه داستان
این فیلم داستان زنی به نام صحرا(باران کوثری) است که در ابتدای قصه همسر خود را از دست می‌دهد و برای رسیدگی به اموری به محل کار همسرش می‌رود و در آن‌جا متوجه می‌شود که همسرش با شناسنامه شخص دیگری به نام طاهر (رضا بهبودی) که نام فامیلیش با همسر صحرا یکی بوده و برایش کار می‌کرده، او را به عقد خود در آورده است، و حالا چون هنوز صاحب شناسنامه زنده است، صحرا می‌خواهد که نام او را از شناسنامه خود پاک کند، پس دوستانه این موضوع را با طاهر مطرح می‌کند، اما طاهر به فکر اخاذی کردن از صحرا می‌افتد...

## تحلیل‌ها و نظرها
بعد از اکران فیلم شنل در سی‌و پنجمین جشنوارهٔ فیلم‌فجر، نقدهایی برای آن مطرح شد. عباس کریمی عباسی؛ منتقد سینما نحوهٔ ارائهٔ اطلاعات در این فیلم را قطره‌ چکانی توصیف کرد و عنوان کرد که فیلم‌نامه ضرب‌آهنگ سریعی دارد و مخاطب را خسته نمی‌کند.
باران کوثری بازیگر نقش اول این فیلم در مصاحبه‌ای تصویری گفت: «دلیل من برای قبول کردن این فیلم، فیلم‌نامه بود و قصه‌ای که خیلی خیلی به نظرم تازه می‌آمد.»

## بازیگران
- باران کوثری
- رضا بهبودی
- بهار کاتوزی
- مهدی حسینی‌نیا
- آیسان حداد
- رضا احمدی
- مسعود فروتن
- فهیمه رحیم‌نیا
- بابک انصاری